# Красный Холм (Псковская область)
Красный Холм — деревня в Локнянском районе Псковской области. Входит в состав сельского поселения «Михайловская волость».
Деревня расположена в 21 км к западу от районного центра Локни и в 12 км к юго-западу от волостного центра Михайлов Погост. В 3 км к юго-западу от деревни находится озеро Локново.

## Население
Численность населения деревни в 2000 году составляла 30 жителей, в 2011 году — 15 жителей.